# Julian Koster
Julian Koster es un músico estadounidense, miembro del colectivo Elephant 6. Es líder del proyecto de indie pop The Music Tapes, y miembro de las bandas Neutral Milk Hotel y Chocolate USA. Se cree que está íntimamente conectado con el grupo secreto Major Organ and The Adding Machine. Al igual que muchos otros integrantes de Elephant 6, Koster ha aparecido en varias bandas del colectivo, tanto en vivo como en estudio.

## Los inicios de su carrera: Chocolate USA
En 1989, Koster formó Miss America junto a Liza Wakeman, Alan Edwards, Paul Wells y Keith Block. Después de recibir varias denuncias legales por parte del concurso de belleza Miss America, se renombraron Chocolate USA. Chocolate USA lanzó dos álbumes de la mano del sello Bar/None, hasta que se separaron para seguir otros proyectos.

## Neutral Milk Hotel
Koster se unió a Jeff Mangum, Scott Spillane y Jeremy Barnes para grabar el segundo álbum de Neutral Milk Hotel, In the Aeroplane Over the Sea, en el cual tocó el bajo, el banjo y la sierra musical. El éxito del álbum, sin embargo, le pasó la cuenta a Jeff Mangum, y la banda hizo una pausa poco después de su lanzamiento.

## The Music Tapes y otros proyectos
Después de Neutral Milk Hotel, Koster empezó a concentrarse en su propio proyecto como solista, The Music Tapes, para el cual contribuyó con el banjo, la sierra musical, la organeta y voces, entre otros instrumentos. 1st Imaginary Symphony For Nomad fue lanzado en 1999. Koster, junto a Brian Dewan, grabó el álbum 2nd Imaginary Symphony For Cloudmaking, el cual fue distribuido por Koster en CD pero que nunca fue lanzado oficialmente. Después de ello, The Music Tapes no lanzaron nada hasta en 2008, cuando llegó Music Tapes for Clouds and Tornadoes, seguido por una larga gira (que incluye el tour The Elephant 6 Holiday Surprise) y un nivel sin precedentes de apariciones públicas del hasta entonces introvertido Koster.
Se cree que Koster es un miembro fundador de Major Organ and the Adding Machine, primero contribuyendo con un cover de What a Wonderful World para la compilación del sello Kindercore, Christmas in Stereo, antes de lanzar un álbum, Major Organ and the Adding Machine en 2001. Él además aparece en el filme Major Organ and the Adding Machine que fue mostrado en la gira Holiday Surprise y se espera que sea lanzado en una edición extendida del álbum de 2001 en 2009.
En 2008, Koster lanzó The Singing Saw at Christmastime, una colección de villancicos de Navidad tocadas en sierra musical, lo que fue seguido por una gira en la cual Koster tocó canciones de dicho álbum y seleccionó canciones del disco Music Tapes for Clouds and Tornadoes para tocarlas gratis donde sea que sus fanes lo invitaran a tocar.
Julian ha revelado que durante el otoño de 2009 grabó un nuevo álbum para Music Tapes, el que será lanzado este año junto al disco Second Imaginary Symphony for Cloudmaking.
El padre de Koster es el connotado guitarrista de flamenco Dennis Koster.